# Saint-Nazaire
Saint-Nazaire [sɛ̃ na'zɛʁ] (bretonisch: Sant-Nazer) ist eine Hafenstadt mit 73.111 Einwohnern (Stand 1. Januar 2022) an der Loiremündung in Frankreich. Die Gemeinde gehört zum Département Loire-Atlantique in der Region Pays de la Loire und ist Sitz einer Unterpräfektur. Der Ortsname kann auf den heiligen Nazarius zurückgeführt werden.

## Lage

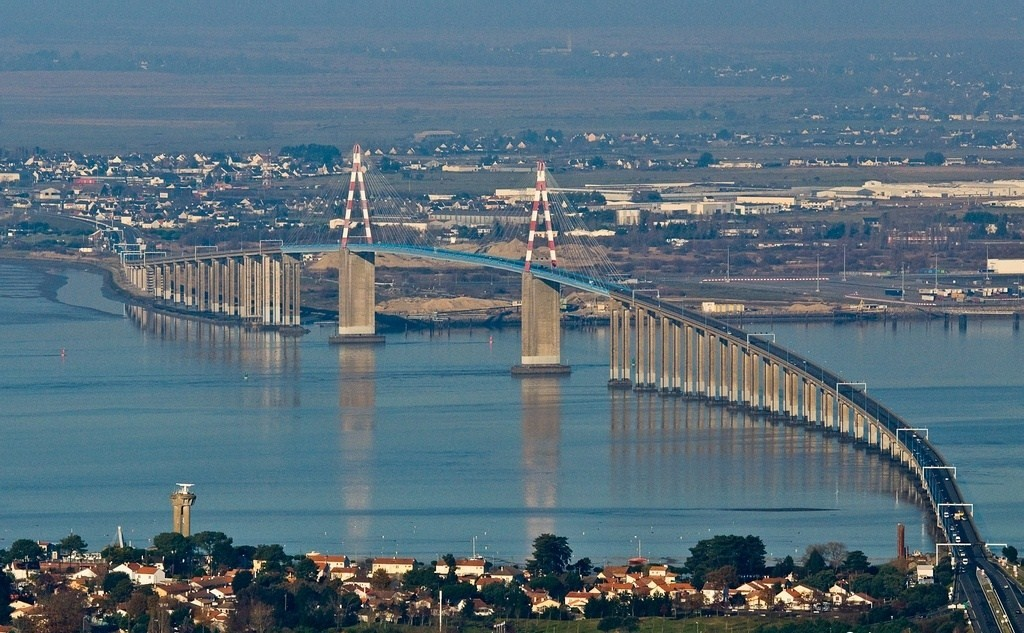
Pont de Saint-Nazaire über die Loire

Die Stadt liegt etwa 50 km von Nantes entfernt am nördlichen Ufer der Trichtermündung der Loire in den Atlantischen Ozean. Mit der Pointe de Chémoulin bildet der südwestlichste Punkt des Gemeindegebiets die Grenze zwischen der Flussmündung und dem Meer. Unmittelbar nördlich der Stadt liegt der regionale Naturpark La Brière.
Angrenzende Gemeinden sind Pornichet, La Baule-Escoublac, Saint-André-des-Eaux, Saint-Joachim, Trignac und Montoir-de-Bretagne sowie auf der anderen Seite der Loiremündung Saint-Brevin-les-Pins.

## Geschichte

### Vorgeschichte

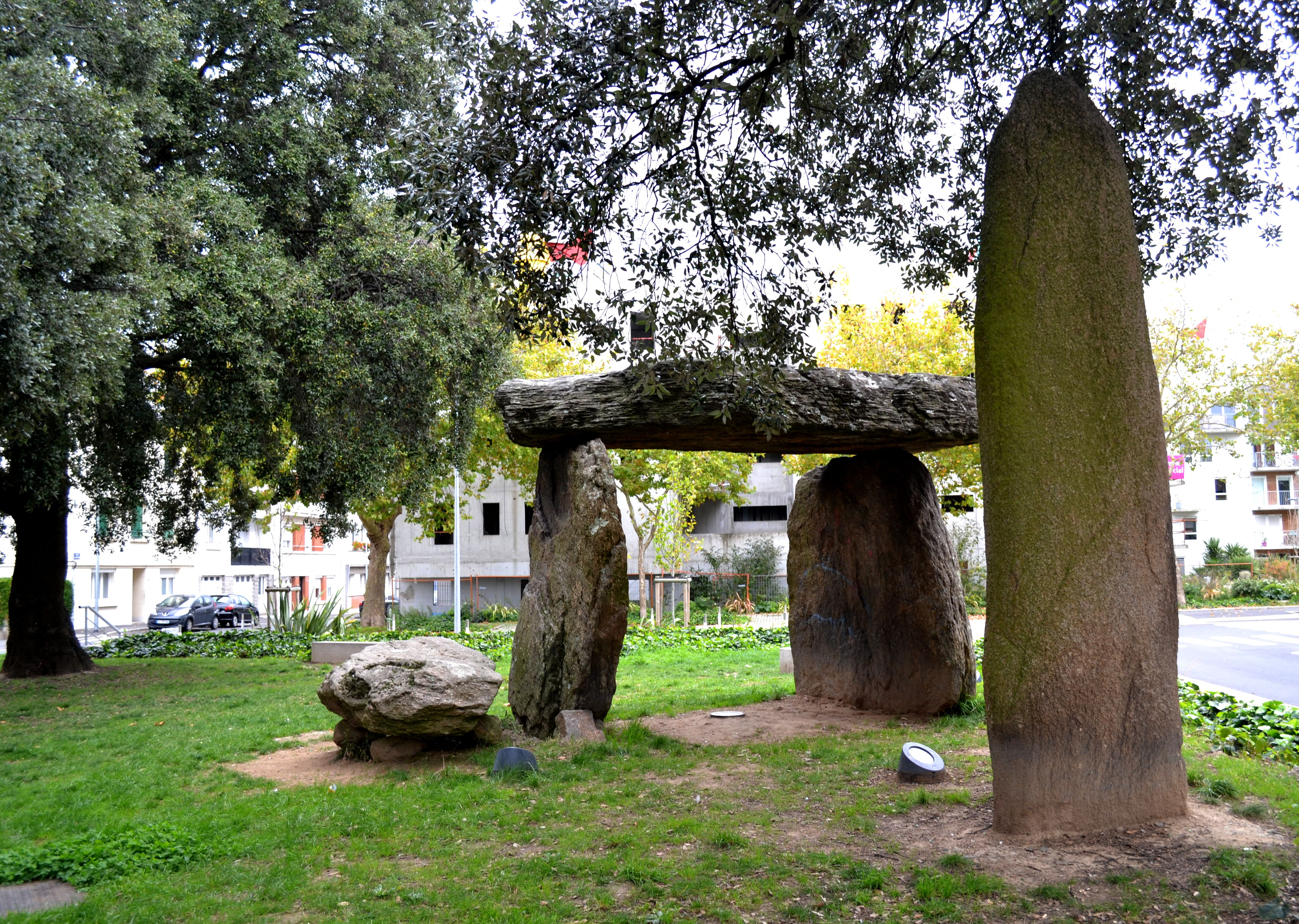
Dolmen des Trois Pierres

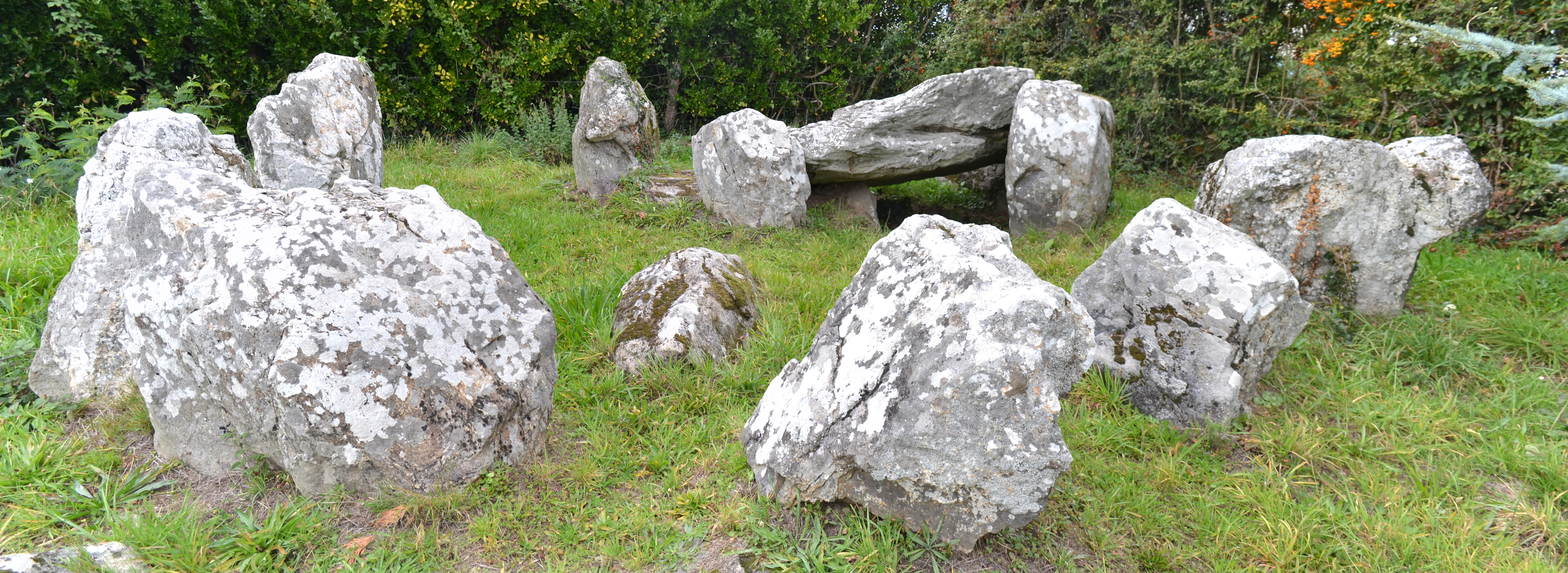
Dolmen Cavarro pano

Der Dolmen des Trois Pierres (dt. Dolmen der drei Steine, auch Trilith-, Priory- oder Bois-Savary-Dolmen genannt) ist ein Dolmen an der Rue du Dolmen in Saint-Nazaire. Obwohl er bereits im 17. Jahrhundert erwähnt wurde, wurde seine Echtheit fälschlicherweise in Frage gestellt. Daneben steht ein hierher versetzter Menhir.
Über Saint-Nazaire verläuft die Route Bleue (deutsch: „Blaue Route“), an der elf bedeutende prähistorische Megalithmonumente liegen. Darunter befindet sich der Tumulus von Dissignac (als No. 1). Unter den Dolmen der Croix de Sandun (3), der Kerbourg (4), der du Riholo (5), der des Rossignols (6), der Tumulus von Mousseaux westlich von Pornic (9), der Dolmen de la Joselière (10) und der Dolmen du Pré d’Air (11) sind die Nr. 9–11 an der Pays de Rets besonders bekannt. Dazu kommen drei Menhire: der Menhir von Bissin (No. 2), der 2,1 m hohe Pierre de Couche (7) und der etwa 2,7 m hohe Menhir de la Pierre Attelée, (8), der seit 1992 als historisches Denkmal klassifiziert ist.

### 1800–1940

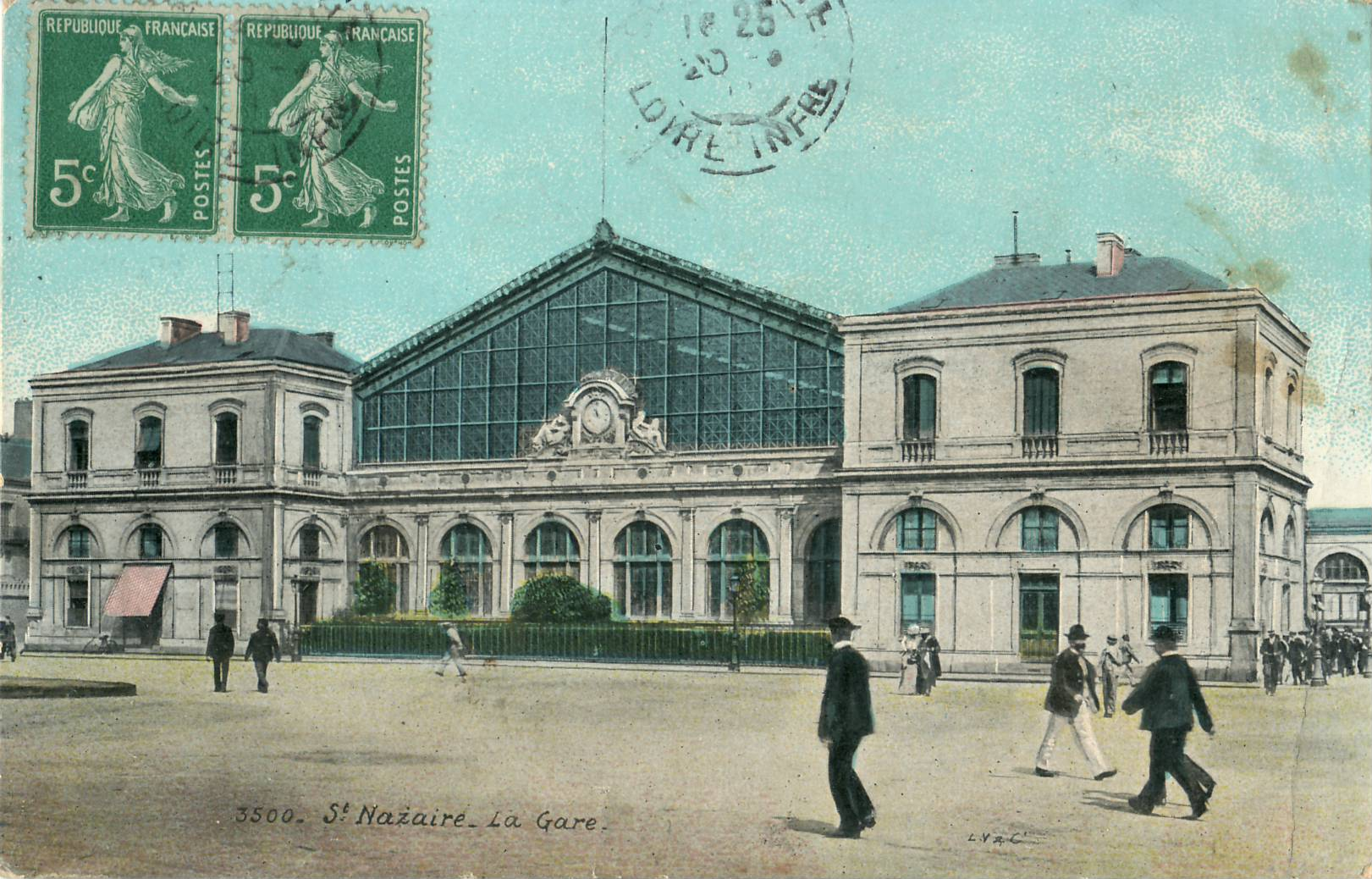
Der 1950 geschlossene erste Bahnhof von Saint-Nazaire

Anfang des 19. Jahrhunderts war Saint-Nazaire noch ein unbedeutender Küstenort mit einem kleinen Hafen. Viele Bewohner arbeiteten als Lotsen und leiteten Schiffe durch die Loiremündung. Mit zunehmender Größe konnten diese den flussaufwärts gelegenen Hafen von Nantes nicht mehr anlaufen, zumal die Loire zunehmend versandete. 1856 wurde daher bei Saint-Nazaire für die großen Segelschiffe, die Rohstoffe aus Chile, Australien oder Neukaledonien brachten, ein erstes Hafenbecken angelegt. 1857 erreichte die Eisenbahn von Nantes kommend den Ort. 1861 wurde die Compagnie Générale Transatlantique (CGT bzw. „Transat“) gegründet, deren Schiffe ab 1862 von Saint-Nazaire aus Ziele in Mittelamerika ansteuerten. Rasch wurde Saint-Nazaire nach Le Havre zum zweitwichtigsten Atlantikhafen Frankreichs. 1881 wurde mit dem Bassin de Penhoët das größte Hafenbecken Europas eingeweiht, dazu drei riesige Trockendocks.
Der Staat verpflichtete die Transat, mindestens die Hälfte seiner Schiffe im Land bauen zu lassen. Jene wandt sich diesbezüglich an die schottische Gesellschaft John Scott & Co, die in Saint-Nazaire eine Werft baute. 1864 wurde dort das erste von zahlreichen folgenden Passagierschiffen mit eisernem Rumpf zu Wasser gelassen. 1881 wurde die Werft als Chantiers et Ateliers de Penhoët zu einem Tochterunternehmen der Transat. 1879 wurde im nahen Trignac ein Hüttenwerk (Forges de Trignac) errichtet.
1860 zählte Saint-Nazaire noch 800 Einwohner, im Jahr 1900 waren es bereits 30.000. Die Zuwanderer kamen vor allem aus der nahen Sumpflandschaft La Brière sowie den Départements Morbihan und Finistère. Höhepunkt der Aktivität war die Zeit des Ersten Weltkriegs, als der Hafen Saint-Nazaire wichtigster Transithafen für Soldaten und Material der United States Army war.
Nach dem Abzug der US-Truppen geriet der Ort in eine erste Krise. Um den entstandenen Rückgang aufzufangen, begannen die Werften mit dem Flugzeugbau und eröffneten der Stadt damit eine neue industrielle Perspektive. Die Weltwirtschaftskrise des Jahres 1929 brachte den nächsten Einschnitt: Der Übersee-Passagierverkehr orientierte sich zunehmend nach Le Havre, das Hüttenwerk Trignac wurde geschlossen, und soziale Unruhen lähmten die Stadt. 1932 wurde die Dockschleuse Forme Joubert fertiggestellt. 1933 unternahmen die Arbeitslosen einen „Hungermarsch“ bis nach Nantes.

### Zweiter Weltkrieg

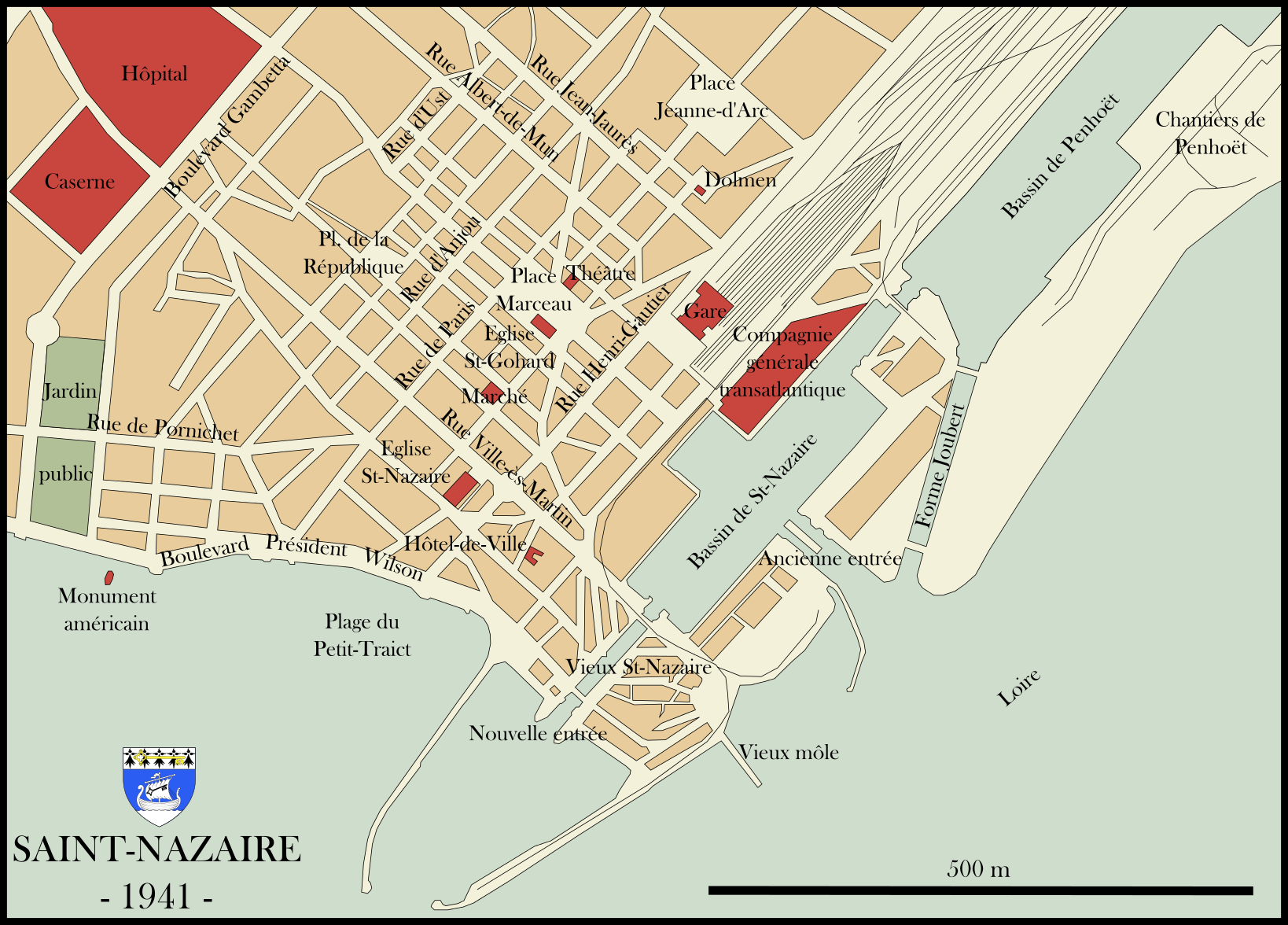
Stadtplan von 1941

Am 17. Juni 1940 versenkte die deutsche Luftwaffe im Hafen von Saint-Nazaire den britischen Truppentransporter Lancastria, der vor den Deutschen fliehende englische und polnische Truppen, aber auch Zivilisten nach England evakuieren sollte. Das schwer getroffene Schiff kenterte, und die Luftwaffe beschoss die Überlebenden im Wasser und auf dem sinkenden Schiff weiter. Es kam zu vielen Todesopfern; die Angaben schwanken zwischen 4.000 und 7.000 Toten. Viele der Opfer wurden auf dem britischen Soldatenfriedhof in Pornic und auf 15 weiteren Friedhöfen an der Küste begraben. Überlebende wurden von den Deutschen gefangen genommen und interniert, wenigen gelang die Flucht.
Während der deutschen Besatzungszeit im Zweiten Weltkrieg ließ die Kriegsmarine in Saint-Nazaire einen U-Boot-Bunker errichten. Das Trockendock „Forme Joubert“ war mit einer Länge von 350 m und einer Breite von 50 m groß genug, um die deutschen Schlachtschiffe der Bismarck-Klasse aufzunehmen. Ende März 1942 wurde das Dock durch das britische Kommandounternehmen Operation Chariot unbrauchbar gemacht. Nach der Invasion der Alliierten wurde Saint-Nazaire unter Generalmajor Hans Junck von der 265. Infanterie-Division zur Festung ausgebaut. Die deutsche Besatzung bestand aus ca. 28.000 Mann mit insgesamt 700 Geschützen (Artillerie & Flak).
Die Westalliierten verzichteten auf eine gewaltsame Einnahme der Stadt, weil die Eroberung von Brest – dessen Hafen ebenfalls zur Festung ausgebaut worden war – nur unter enormen Verlusten auf beiden Seiten möglich gewesen war und nur einen unbrauchbaren, zerstörten Hafen eingebracht hatte. Die deutsche Besatzung ergab sich am 11. Mai 1945, drei Tage nach dem Kriegsende in Europa.

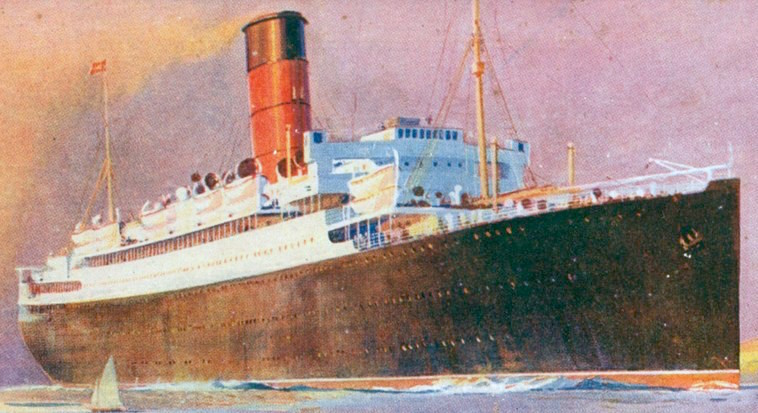
Die Lancastria
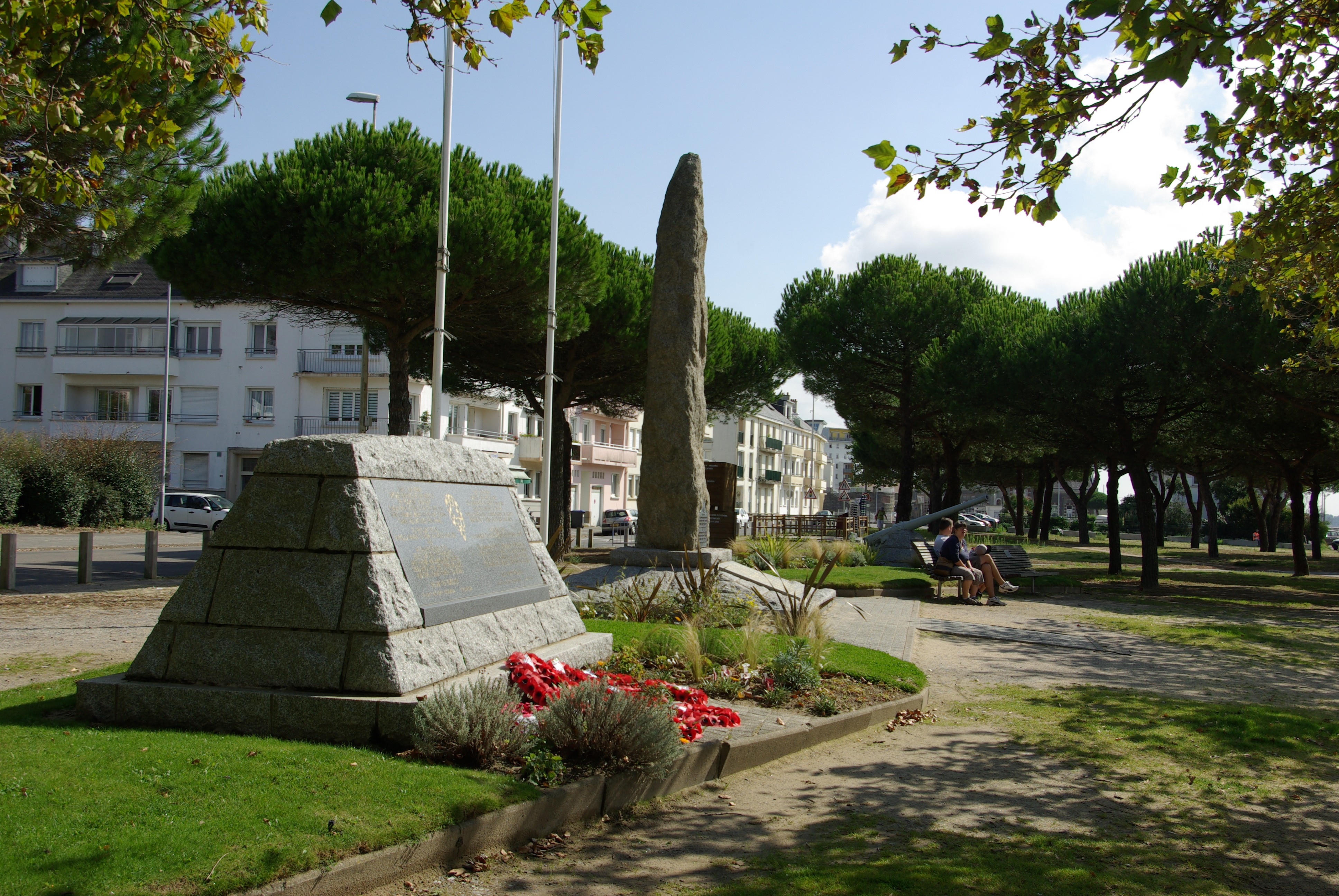
Denkmal für die Männer, die beim Angriff auf die Lancastria und bei der Operation Chariot ums Leben kamen
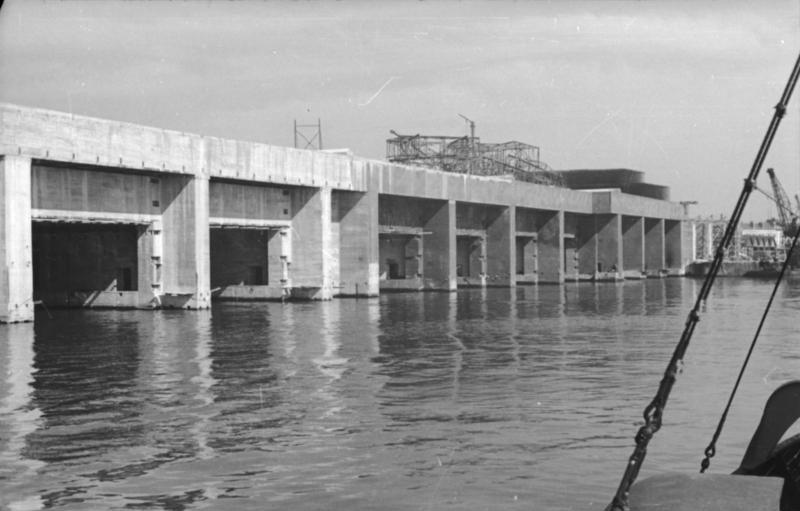
Bau des U-Boot-Bunkers, Propagandaaufnahme, April 1942
Bahnhof Saint-Nazaire im Februar 1941: Militärtransport

### Seit 1945

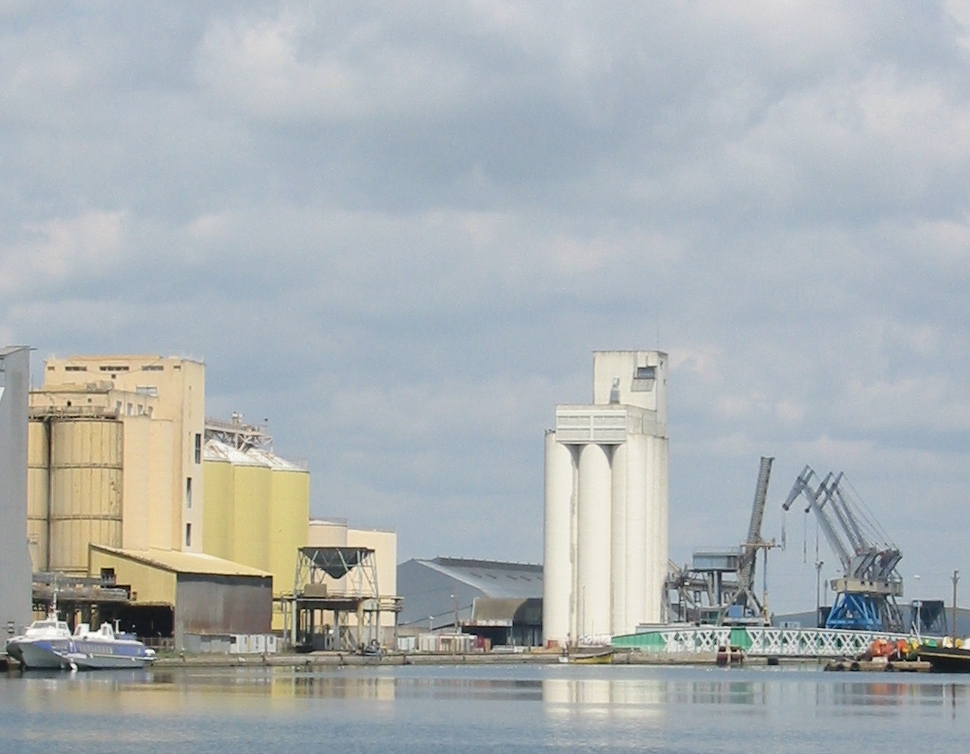
Hafenbecken Bassin de Penhoët

Bei der Befreiung durch die Amerikaner war Saint-Nazaire zu 80 Prozent zerstört. Bis 1960 erfolgte unter der Leitung des Architekten Noël Le Maresquier der Wiederaufbau nach einem modernen Plan. War sie ursprünglich zum Meer hin orientiert, so wandte sie jenem nun den Rücken zu. Hauptachse wurde die in Nord-Süd-Richtung neu angelegte, ca. 1,4 km lange Avenue de la République. Die rechtwinklig angelegte Struktur der neuen Straßen entsprach aber weitgehend jener aus dem 19. Jahrhundert.
Der alte Kopfbahnhof, der nahe dem Kai der Transat lag, wurde 1955 durch einen Durchgangsbahnhof im Norden der Stadt ersetzt. Dessen einstiges Empfangsgebäude dient seit 2012 als Theater. 1975 wurde die Straßenbrücke Pont de Saint-Nazaire für den Verkehr freigegeben. Das 3356 m lange Bauwerk ist Teil der Departementsstraße D 213 und die einzige Loirebrücke westlich von Nantes.

## Bevölkerungsentwicklung
| Jahr                       | 1962   | 1968   | 1975   | 1982   | 1990   | 1999   | 2006   | 2018   |
| Einwohner                  | 58.286 | 63.289 | 69.251 | 68.348 | 64.812 | 65.868 | 68.838 | 70.619 |
| Quellen: Cassini und INSEE |        |        |        |        |        |        |        |        |

## Wappen
Beschreibung: In blau ein einmastiges silbernes Segelboot mit einem schwarzen Schlüssel im geblähten silbernem Rahsegel auf silbernem Wellenschildfuß schwimmend und im silbernen Schildhaupt mit fünf schwarzen Hermelinen ein darüber liegender goldener Schlüssel mit kreuzeingeschnittenen Bart und nach rechts zeigender Vierpassreite.

## Wirtschaft

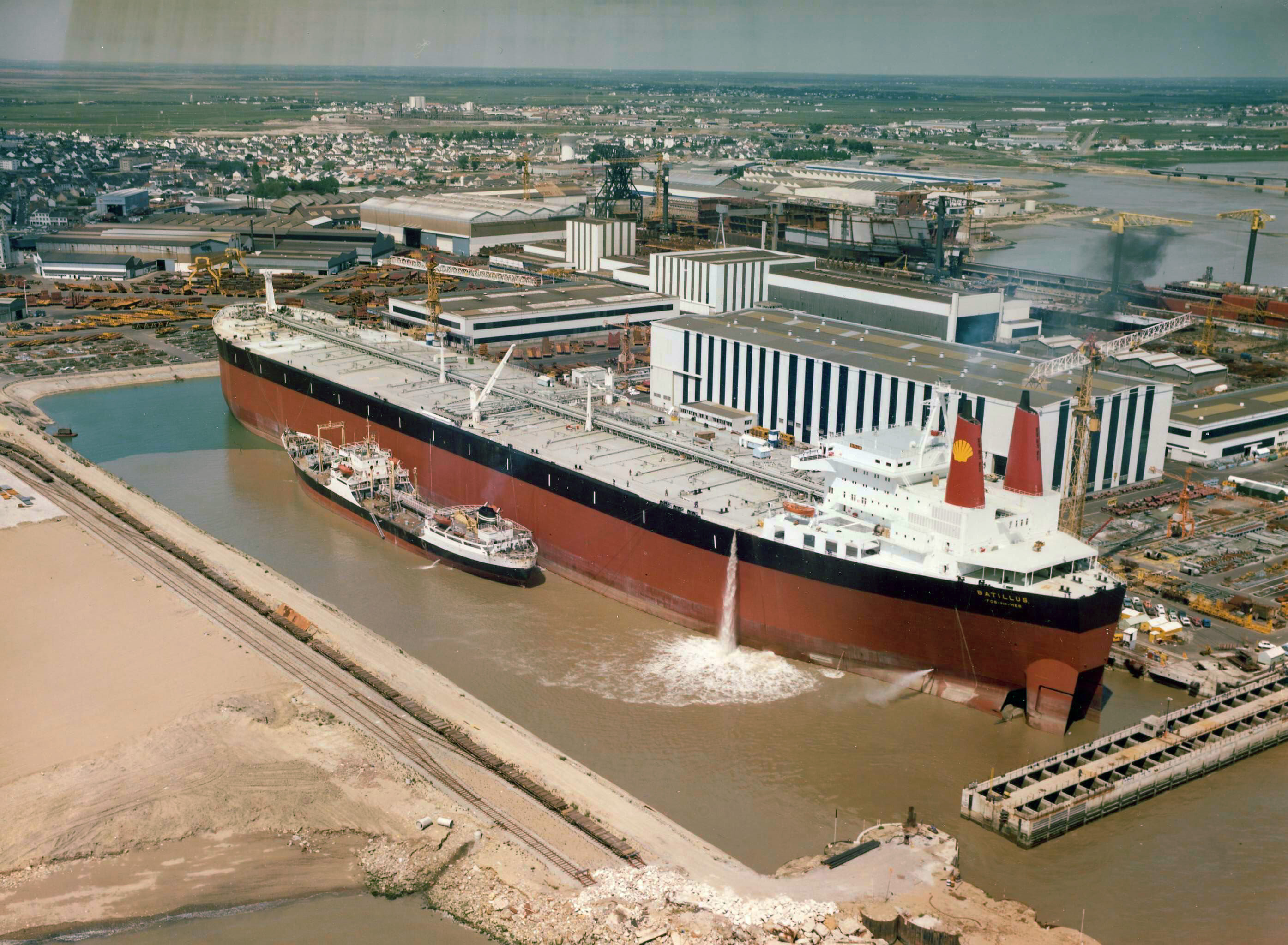
Der 414,22 m lange Tanker Batillus kurz vor der Fertigstellung auf der Werft Chantiers de l’Atlantique in Saint-Nazaire

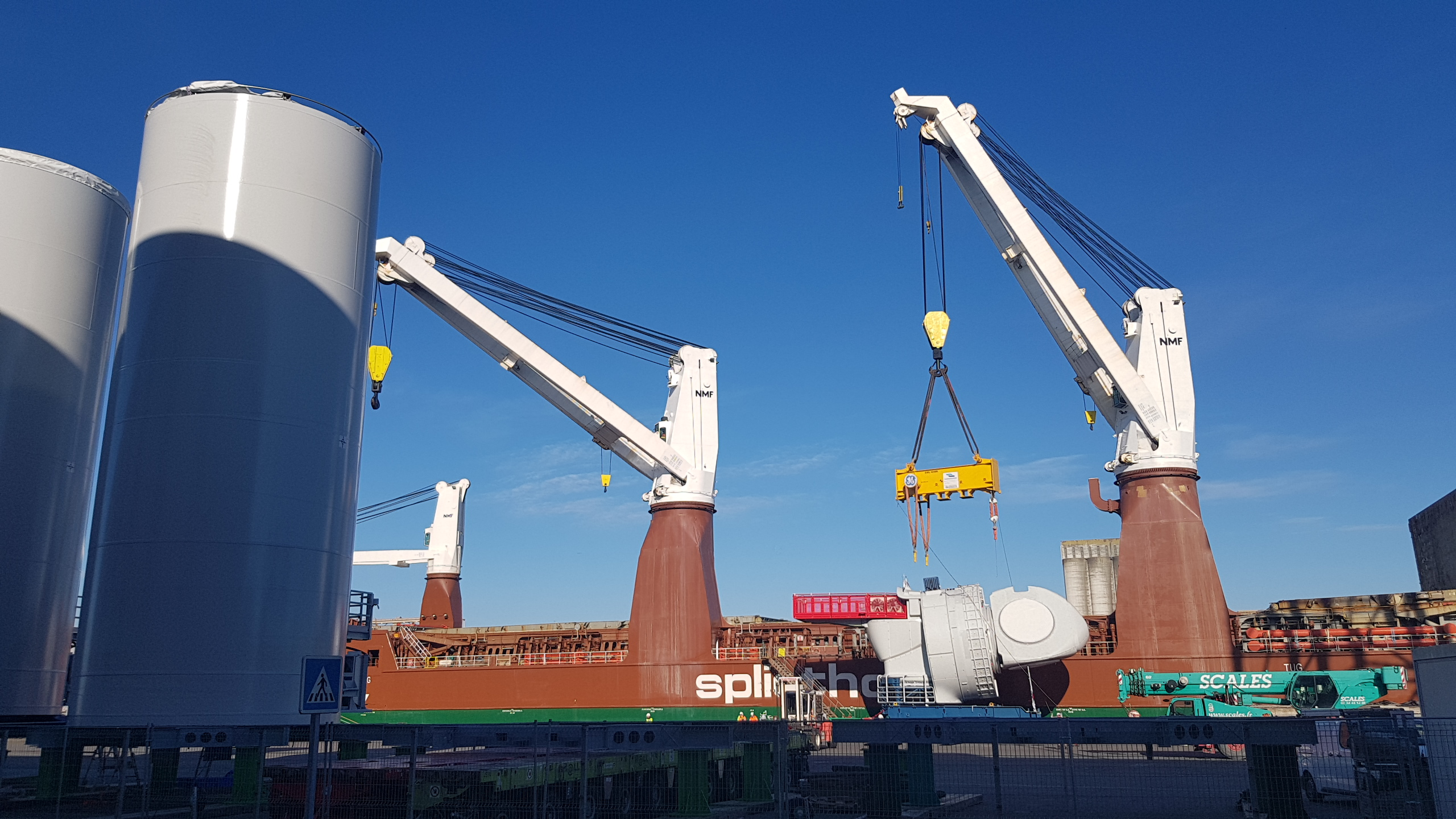
Teile von Windkraftanlagen im Hafen

Der Seehafen ist der viertgrößte Frankreichs und der größte französische Hafen am Golf von Biscaya. Auf der Werft Chantiers de l’Atlantique wurden große Passagierschiffe gebaut, wie die Normandie (1935), die France (1962) und die 2003 fertiggestellte Queen Mary 2. Im Mai 2013 wurde die Europa 2 durch die Schiffbaugruppe STX France Cruise SA fertiggestellt.
Nahe der Stadt befinden sich Raffinerien. Aerolia St. Nazaire ist Zulieferer für mehrere Flugzeugbauer, u. a. für das örtliche Airbus-Werk mit 2300 Beschäftigten, die das Cockpit (Sektion 11) des Airbus A380 montieren. Dies wird dort zusammen mit dem unteren Rumpfmittelstück (Sektion 15; Flügelmittelkasten) und den im Werk Hamburg-Finkenwerder vorgefertigten vorderen Sektionen 13–14 weiter vorinstalliert. Die Sektionen werden dann vom Hafen St. Nazaire aus zunächst per Schiff und später auf dem Landweg nach Toulouse gebracht, wo sie mit den anderen Sektionen zum fertigen Flugzeug zusammengesetzt werden. Außerdem werden vordere Teile der Familien A318 bis A321 sowie A330 und A340 weiter ausgerüstet, die dann mit dem Airbus Beluga (A300-600ST) geliefert und später zu den Standorten Hamburg-Finkenwerder bzw. Toulouse gebracht werden.
Saint-Nazaire ist der Unternehmenssitz des Rüstungsunternehmens ACMAT.
2014 hat Alstom ein Produktionswerk für Generatoren und Naben für Offshore-Windkraftanlagen eröffnet. Durch Übernahme gehört das Werk seit 2015 zu GE Wind Energy. Im November 2022 wurde vor Saint-Nazaire der Offshore-Windpark Banc de Guérande in Betrieb genommen; seine 80 Windkraftanlagen haben zusammen eine installierte Leistung von 480 MW.

## Verkehr

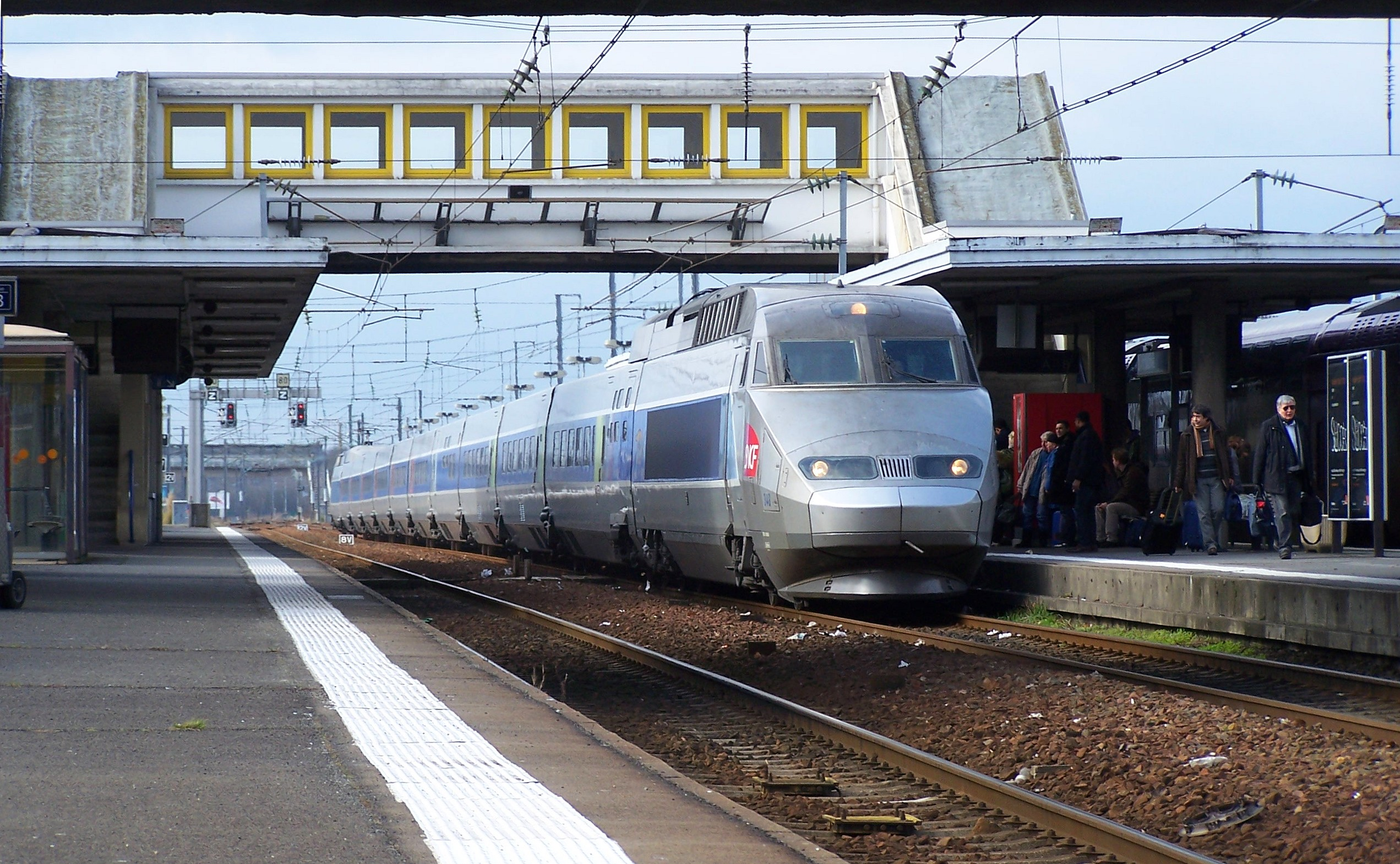
Ein TGV im neuen Bahnhof

Der Pont de Saint-Nazaire ist eine Schrägseilbrücke nahe den Werftanlagen, die mit rund 3,3 km Länge über die Loiremündung führt und den Ort mit der Gemeinde Saint-Brevin-les-Pins verbindet.
Über die Bahnstrecke Tours–Saint-Nazaire ist Saint-Nazaire von Paris aus mit dem TGV erreichbar; zudem ist der Bahnhof Ausgangspunkt der Strecke nach Le Croisic.

## Sehenswürdigkeiten

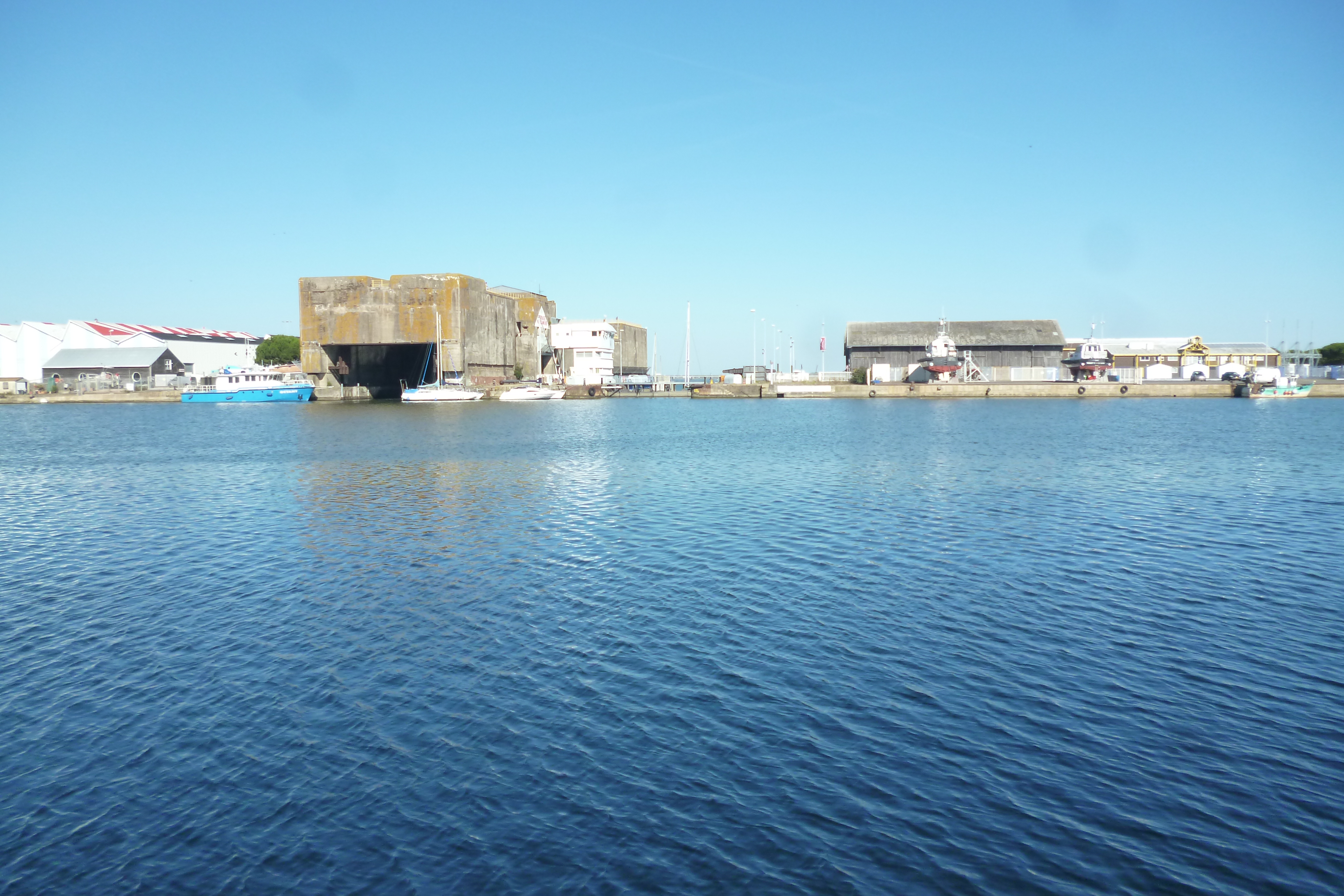
Hafenbecken Bassin de Saint-Nazaire, im Hintergrund die befestigte U-Boot-Schleuse

- Der ehemalige U-Boot-Bunker der deutschen Kriegsmarine
- Die Schleuse Forme Joubert, 1942 Ziel des britischen Kommandounternehmens Operation Chariot
- Die befestigte und gedeckelte Schleuse für U-Boote gegenüber dem U-Boot-Bunker, wo heute das stillgelegte französische U-Boot Espadon museal aufbewahrt wird
- Écomusée de Saint-Nazaire, Museum zur Geschichte der Stadt in der Avenue de Saint-Hubert
- Escal’Atlantic, eine Ausstellung zu den in Saint-Nazaire gebauten Passagierschiffen im ehemaligen U-Boot-Bunker

## Flora und Fauna
Die zugehörige Küste ist die Côte d’Amour, an der auch die berühmten Seebäder La Baule und Pornichet liegen. Auf etwa 1.800 Hektar Fläche erstrecken sich in einer Landschaft aus Schlick, Zuflussrinnen und flachen Verdunstungsbecken die Salzgärten auf der Halbinsel Guérande zwischen dem Meer und dem Moor La Brière. La Brière ist ein lebendes Kulturdenkmal von 40.000 Hektar Fläche, das seit 1970 unter Naturschutz steht und Kulisse zahlreicher Filme war. Der Regionale Naturpark Brière (französisch Parc naturel régional de Brière) umfasst 18 Kommunen, darunter Saint-Nazaire. In seinen weiden- und schilfbestandenen Weiten aus Torfmoor, Feuchtwiesen und Kanälen findet sich eine außergewöhnliche Fauna.

## Tourismus
Über Saint-Nazaire verläuft die Route Bleue (Blaue Route) an der elf bedeutende prähistorische Megalithmonumente liegen. Darunter der Tumulus von Dissignac (1) nahe der Stadt und „des Mousseaux“ (9) westlich von Pornic. Unter den Dolmen: Croix de Sandun (3), la Joselière (10), des Rossignols (6), du Prédaire (11), du Riholo (5) und Kerbourg (4) sind die Nr. 9–11 an der Pays de Rets bei Pornic besonders bekannt. Dazu kommen der Dolmen des Trois Pierres und die Menhire von Bissin (2), la Pierre Attelée (8), Pierre de Couche (7),

## Bildung
In Saint-Nazaire gibt es eine Nebenstelle der Ingenieurhochschule École polytechnique universitaire de Nantes Université.

## Städtepartnerschaften
- Saarlouis in Deutschland, seit 1969
- Avilés in Spanien
- Saint-Hubert in Kanada
- Sunderland im Vereinigten Königreich
- Kribi in Kamerun

## Persönlichkeiten
- Odette du Puigaudeau (1894–1991), Schriftstellerin und Entdeckungsreisende
- Henri Duvanel (1896–1953), Wasserballspieler
- Yann Goulet (1914–1999), bretonischer Nationalist und Bildhauer
- Jean Dotto (1928–2000), Radrennfahrer
- Gustave Tiffoche (1930–2011), Maler, Töpfer und Bildhauer
- Pierre-Yves Rochon (* 1946), Innenarchitekt
- Hervé Gaschignard (* 1959), römisch-katholischer Theologe und Bischof
- Bruno Bazile (* 1961), Comiczeichner
- Lydie Denier (* 1964), französisch-US-amerikanische Schauspielerin und Model
- Patrice Halgand (* 1974), Radrennfahrer
- Frédéric Chiffoleau (* 1975), Jazzmusiker
- Tony Heurtebis (* 1975), Fußballspieler
- Julia Lanoë (* 1978), Sängerin und Musikerin
- Sandra Gomis (* 1983), Hürdenläuferin
- Bryan Coquard (* 1992), Radrennfahrer
- Zaho de Sagazan (* 1999), Chanson-Sängerin
- Batista Mendy (* 2000), Fußballspieler